# Gennaro Manna (compositore)
Gennaro Manna (Napoli, 12 dicembre 1715 – Napoli, 28 dicembre 1779) è stato un compositore italiano, esponente di rilievo della Scuola musicale napoletana.

## Biografia
Figlio di Giuseppe Maria Manna e Caterina Feo (sorella del compositore Francesco Feo), ricevette la sua formazione musicale al Conservatorio di Sant'Onofrio a Porta Capuana di Napoli, dove lo zio Francesco Feo era primo maestro. Debuttò come operista al Teatro Argentina di Roma con il Tito Manlio il 21 gennaio 1742. Grazie al successo ottenuto con questo dramma ricevette una nuova commissione per il Teatro San Giovanni Grisostomo di Venezia per il carnevale dell'anno successivo, dove diede Siroe re di Persia.
Dopo il suo rientro a Napoli, compose insieme a Nicola Bonifacio Logroscino una festa musicale, che però non andò mai in scena. Nel 1744 fu nominato maestro di cappella del Senato di Napoli, succedendo così a Domenico Sarro, e nel gennaio del 1745, con l'Achille in Sciro, debuttò per la prima volta al teatro San Carlo con Giovanna Astrua e Gaetano Majorano, ricevendo numerosi consensi. Il 1º ottobre 1755, dopo la morte di Francesco Durante, il primo maestro del Conservatorio di Santa Maria di Loreto, egli prese la posizione di maestro provvisorio accanto al secondo maestro Pietro-Antonio Gallo, ma il 13 febbraio 1756 vinse il concorso per diventare maestro di ruolo. Tra il 1760 e il 1761 rappresentò i suoi ultimi lavori teatrali, la serenata Enea in Cuma e l'opera seria Temistocle. Nel gennaio del 1761 succedette allo zio Feo nella direzione della cappella della Chiesa della Santissima Annunziata, e il 9 maggio dello stesso anno ricevette la stessa carica per il Duomo di Napoli. Rimase attivo come compositore di musica sacra sino alla morte.
Della sua famiglia si ricordano anche il fratello Giacinto Manna e il cugino Cristoforo Manna.

## Considerazioni sull'artista
A differenza dei coevi Niccolò Jommelli, Gaetano Latilla e Girolamo Abos, egli tralasciò il campo dell'opera buffa per occuparsi solamente di quello dell'opera seria, nel quale fu molto apprezzato dai compositori del suo tempo. Nel suo stile compositivo si notano elementi sia dello stile galante che del pre-classicismo.

## Lavori

### Lavori teatrali
- Tito Manlio (opera seria, libretto di Gaetano Roccaforte, 1742, Roma)
- Siroe re di Persia (opera seria, libretto di Pietro Metastasio, 1743, Venezia)
- Festa teatrale per la nascita dell'Infante (serenata, in collaborazione con Nicola Bonifacio Logroscino, 1743, Napoli, non andata in scena)
- Artaserse (opera seria, revisione dell'omonima opera di Leonardo Vinci, libretto di Pietro Metastasio, 1743, Napoli)
- Achille in Sciro (opera seria, libretto di Pietro Metastasio, 1745)
- L'Impero dell'universo con Give (componimento drammatico, libretto di Ranieri de' Calzabigi, 1745, Napoli)
- Lucio Vero ossia Il Vologeso (opera seria, libretto di Apostolo Zeno, 1745, Teatro San Carlo di Napoli con Gaetano Majorano ed Annibale Pio Fabri)
- Arsace (opera seria, 1746, Napoli)
- La clemenza di Tito (opera seria, 1747, Messina)
- Adriano placata (opera seria, 1748, Ferrara)
- Lucio Papirio dittatore (opera pastorale, libretto di Apostolo Zeno, 1748, Roma)
- Il Lucio Papirio (opera seria, 1749, Palermo)
- Eumene (opera seria, libretto di Apostolo Zeno, 1750, Torino)
- Didone abbandonata (opera seria, libretto di Pietro Metastasio, 1751, Venezia)
- Demofoonte (opera seria, libretto di Pietro Metastasio, 1754, Teatro Regio di Torino diretta da Giovanni Battista Somis)
- Enea in Cuma (serenata, 1760, Napoli)
- Il Sacrificio di Melchisedec (componimento drammatico, libretto di M. Tarzia, 1776, Napoli)

### Musica sacra

#### Oratori
- Gios re di Giuda (1747, Napoli)
- Sepultra Sarae sive Pietas in mortuos (1748)
- Davide (Palermo, 1751)
- Rubri maris trajectus (Monte Reale, 1761)
- Debora (1769)
- Esther (1770)
- Il Seraficio Alverna (Napoli)
- Israelis liberato sive Esther (Monte Reale)

#### Altra musica sacra
- 12 Messe
- 7 Gloria
- Domine ad adiuvantum a 5 voci
- 2 Credo
- 2 Magnificat
- 3 Te Deum
- 14 Lemantazioni
- Christus
- 2 Lezioni per la notte del Santissimo Natale
- 3 Jube Domine benedicere a una voce
- 3 Benedictus Dominus
- Confitebor a una voce
- 12 Dixit
- 2 Laudate pueri a una voce
- Gloria patri a una voce
- 2 Veni sponsa
- Lauda Sion a 5 voci
- Pange lingua
- 4 Inni
- Tantum ergo a una voce
- Cori di anime penanti a 5 voci
- 35 mottetti con coro
- 14 mottetti e arie per una voce
- Passio secundum Joannem
- Altri lavori sacri minori